# Inga Lindström: Sprung ins Glück
Sprung ins Glück ist ein deutscher Fernsehfilm von Heidi Kranz aus dem Jahr 2005. Er ist Bestandteil des ZDF-Herzkino-Sonntagsfilms und der neunte Film der Inga-Lindström-Reihe nach der gleichnamigen Erzählung von Christiane Sadlo. Die Hauptrollen sind mit Erol Sander, Doreen Dietel, David C. Bunners und Nicola Tiggeler besetzt.

## Handlung
Louise Stenfelt ist eine erfolgreiche Springreiterin, doch an diesem Springen hat sie das Gefühl, dass mit ihrem Pferd Pilot etwas nicht stimmt. Ihr Freund Markus Segerstadt drängt sie, nun endlich an den Start zu gehen. In diesem Moment taucht Axel Hasselroth auf, mit dem sie zusammen zur Schule gegangen ist. Er ist nun Tierarzt und hilft an diesem Springen als Turnierarzt aus. Louise gewinnt das Springen, bei der Dopingkontrolle des Pferdes trifft sie Axel wieder an. Sie kommen ins Gespräch und sinnieren über ihre Vergangenheit. Louise erklärt ihm, dass sie wegen ihrer Stiefmutter Marianne das Gestüt Rosenfeldt verlassen hat und nicht mehr zurückkehrt, solange sie da ist. Nun plant Louise zusammen mit Axel eine Pferdezucht in Dubai zu übernehmen. Axel klärt sie darüber auf, dass Marianne das Gestüt verkaufen will, wovon Louise nichts gewusst hat.
Bei einem letzten Besuch auf dem Gestüt trifft Louise auf Henrik, den Vater von Axel, der sie aufrichtig darum bittet, nicht nach Dubai zu gehen und mit ihm zusammen das Gestüt zu retten. Doch ihr Entschluss steht fest. Als sie auf Marianne trifft, entbrennt ein Streit zwischen den beiden Frauen, wer woran schuld sein soll. Um sich zu beruhigen, reitet Louise auf ihrem Lieblingspferd aus. Als sie am See eine Pause macht, kommt Axel zufällig vorbei. Er versucht ebenfalls, sie zum Bleiben zu überreden. Da er einen Termin mit Marianne für eine Impfung der Pferde hat, muss er aber bald wieder gehen. Marianne, die einmal ein Verhältnis mit ihm hatte, will die alten Zeiten aufleben lassen, statt sich um die Impfung zu kümmern. Axel lässt sie aber abblitzen. Als Louise zurückkehrt, trifft sie auf Maria, die Haushälterin, die schon seit Ewigkeiten auf dem Gestüt ist. Sie fühlt sich dank ihr sofort wieder wie zu Hause.
Axel trifft sich mit seinem Vater und spricht über den Verkauf des Gestüts. Beide sind ratlos und wissen nicht, wie sie Louise umstimmen können. Maria tröstet Louise und beruhigt sie, dass weder Marianne noch sie eine Schuld am Zerwürfnis trifft. Später erfährt Louise von Axel, dass Pilot beim letzten Springen gedopt war. Sie fällt aus allen Wolken und fährt sofort zu Markus. Der wiegelt ab und tut so, als ob er von nichts wüsste. Als sie zu Pilot in den Stall geht, stellt sie fest, dass es ihm nicht gut geht. Sie ruft Axel, der feststellt, dass das Pferd eine schwere Lungenentzündung hat und sicher nicht nach Dubai mitkann. Markus gibt zu, von der Erkrankung gewusst zu haben und Per Niklas gebeten hat, das Mittel zu spritzen. Louise macht Markus klar, dass sie unter diesen Umständen nicht mit nach Dubai kommt und bringt Pilot zu Axel, damit er sich erholen kann. Damit sie in seiner Nähe sein kann, zieht sie in das Gästezimmer bei Axel.
Bei einem Besuch bei Henrik erfährt Louise, dass sie wegen des Dopings alle ihre Lizenzen verlieren kann, wenn sie nicht beweisen kann, dass Markus dahintersteckt und sie von nichts gewusst hat. Louise trifft sich mit Markus und verlangt von ihm, dass er vor dem Verband zugibt, dass er die alleinige Schuld trägt, was er aber nie tun wird. Ihre einzige Hoffnung ist nun Per Niklas, niemand weiß aber, wo er sich aufhält. Axel tröstet Louise und sie verbringen die Nacht zusammen. Am nächsten Tag versucht sie in den Stallungen herauszufinden, wo sich Per aufhalten könnte. Die Pflegerin Malin hört das Gespräch mit und steckt ihr einen Zettel mit der Adresse von Per zu. Sie geht sofort zu ihm und versucht ihn zu überzeugen, vor dem Reitverband auszusagen. Zunächst will er nicht, weil er sich damit selbst belasten würde, aber Louise lässt nicht locker. Wenn er es so darstellt, dass Markus ihn getäuscht hat, fällt die Schuld auf ihn.
Axel trifft zufällig Marianne und erfährt bei dieser Gelegenheit, dass sie bereits einen Käufer für das Gestüt gefunden hat und der Vertrag am nächsten Tag unterzeichnet wird. Louise erhält einen Anruf von Markus, weil der Scheich sie auf eine Vertragsstrafe von fünfzigtausend Dollar verklagen will, wenn sie nicht nach Dubai kommt. Axel bittet seinen Vater nochmals, alles zu tun, damit Louise ihre Lizenzen nicht verliert und das Gestüt übernehmen kann. Marianne besucht Axel zu Hause und versucht, ihn zu verführen. In diesem Moment kommt Louise dazu und versteht die Welt nicht mehr. Axel versucht sie zu beruhigen, aber sie weiß nicht mehr weiter, seit sie erfahren hat, dass der Scheich sie verklagen will. Louise geht zu Maria und erzählt ihr alles, Maria ruft daraufhin Henrik an und bittet ihn, mit Louise zu sprechen. Dabei erfährt sie das Per Niklas zu ihren Gunsten ausgesagt hat es aber nichts nützt, weil sie wegen der Vertragsstrafe das Gestüt nicht übernehmen kann. Auch von Axel will sie nichts mehr wissen. Trotzdem will sie sich noch von ihm verabschieden. Axel fragt seinen Vater, ob er nicht mit dem Scheich sprechen könnte, weil er ihn vor ein paar Jahren kennengelernt hat. Danach versucht er, Louise von ihrer Abreise abzuhalten, nachdem er ihr die guten Neuheiten überbracht hat. Sie fahren gemeinsam zum Notar, um den Verkauf von Rosenfeldt zu verhindern. Als die Käufer erfahren, dass Louise das Gestüt übernehmen will, treten sie vom Vertrag zurück. Am Grab ihres Vaters versöhnt sie sich danach mit ihrer Stiefmutter. Zu Hause erfährt sie, dass Henrik es geschafft hat, dem Scheich einen Ersatz zu vermitteln und Louise keine Strafe zahlen muss. Nun steht einer gemeinsamen Zukunft mit Axel auf dem Gestüt Rosenfeldt nichts mehr im Weg.

## Hintergrund
Sprung ins Glück wurde vom 3. Juni bis zum 3. August 2005 an Schauplätzen in Stockholm und Umgebung gedreht. Produziert wurde der Film von der Bavaria Fiction GmbH.

## Rezeption

### Einschaltquote
Die Erstausstrahlung am 13. November 2005 im ZDF wurde von 7,25 Millionen Zuschauern gesehen, was einem Marktanteil von 19,4 % entspricht.

### Kritiken
Die Kritiker der Fernsehzeitschrift TV Spielfilm zeigten mit dem Daumen geradeaus und fassten den Film mit den Worten „Gefühlsduseliger Hindernisparcours“ kurz zusammen.